# Chlamydolecanium conchioides
Chlamydolecanium conchioides är en insektsart som beskrevs av Goux 1933. Chlamydolecanium conchioides ingår i släktet Chlamydolecanium och familjen skålsköldlöss. Inga underarter finns listade i Catalogue of Life.